# La Tour d’Ans-Loncin
La Tour d’Ans-Loncin, w skrócie TAL – belgijski klub szachowy z siedzibą w Ans.

## Historia
Klub powstał w 1993 roku z połączenia Tour de Grâce-Hollogne i Al’Trap d’Ans. W 2010 roku zespół awansował do Division 1. W sezonie 2010/2011 klub zdobył wicemistrzostwo kraju. Skład drużyny stanowili wówczas m.in. Sébastien Feller, Friso Nijboer, Michael Hoffmann, Luc Winants, Cemil Gülbaş i Marc Erwich. W 2011 roku klub zadebiutował w Pucharze Europy. TAL odniósł wówczas trzy zwycięstwa (m.in. z SG Solingen), dwukrotnie zremisował (m.in. ze Slávią Caissa Czadca) i dwa razy przegrał. W klasyfikacji końcowej zespół zajął 23. miejsce. W sezonie 2011/2012 klub zajął trzecie miejsce w mistrzostwach Belgii. Po zakończeniu sezonu klub wycofał się z rozgrywek i podjął starty w Division 3. W 2014 roku nastąpił spadek do Division 4. W sezonie 2015/2016 TAL spadł do Division 5, a rok później powrócił do czwartej ligi. W 2018 roku nastąpił awans do Division 3. W 2019 roku klub awansował do Division 2, a sezon później – do Division 1. W 2022 roku klub zajął dziesiąte miejsce w Division 1. Rok później uzyskano dziewiątą pozycję, a w sezonie 2023/2024 – szóstą.

## Arcymistrzowie w historii klubu
- Imre Balog[20]
- Igor Chenkin[20]
- Sébastien Feller[4]
- Daniel Hausrath[20]
- Michael Hoffmann[5]
- Konstantin Landa[21]
- Feliks Lewin[20]
- Leonid Miłow[20]
- Friso Nijboer[5]
- Andriej Orłow[20]
- Marijan Petrow[20]
- Šarūnas Šulskis[20]
- Andrij Sumiec[21]
- Erik van den Doel[20]
- Luc Winants[5]
- Anthony Wirig[20]